# Jeu de l'appariement des sous
Jeu de l'appariement des pièces (en anglais : Matching Pennies) est le nom d’un jeu simple utilisé dans la théorie des jeux . Il se joue entre deux joueurs, Pair et Impair. Chaque joueur a une pièce de monnaie et doit secrètement la tourner en position pile ou face. Les joueurs révèlent ensuite leurs choix simultanément. Si les pièces correspondent (les deux piles ou les deux faces), alors Pair conserve les deux pièces (le score est donc de +1 pour Pair, -1 pour Impair). Si les pièces ne correspondent pas (une pile et une face), Impair conserve les deux pièces (le score est donc de −1 pour Pair, +1 pour Impair). 

## Théorie
Le jeu de l'appariement des pièces est un jeu à somme nulle, car le gain ou la perte d’utilité de chaque participant est exactement compensé par les pertes ou les gains d’utilité des autres participants. Si les gains totaux des participants sont additionnés et leurs pertes totales soustraites, la somme sera égale à zéro. 
Le jeu peut être présenté sous la forme d'une matrice de gains. Chaque cellule de la matrice montre les gains des deux joueurs, les gains de Pair étant listés en premier. 
|      | Pile   | Face   |
| ---- | ------ | ------ |
| Pile | +1, -1 | -1, +1 |
| Face | -1, +1 | +1, -1 |

Le jeu de l'appariement des pièces sert principalement à illustrer le concept de stratégies mixtes et la notion d'équilibre de Nash . 
Ce jeu n'a pas d'équilibre de Nash pour les stratégies pures puisqu'il n'y a pas de stratégie pure (pile ou face) qui soit la meilleure réponse à une meilleure réponse. En d'autres termes, il n'y a pas de paire de stratégies pures telles qu'aucun des deux joueurs ne voudrait changer si on lui disait ce que l'autre ferait. Au lieu de cela, l’équilibre de Nash unique de ce jeu repose sur des stratégies mixtes : chaque joueur choisit pile ou face avec la même probabilité. De cette manière, chaque joueur rend l'autre indifférent entre le choix de pile ou face, de sorte qu'aucun des deux joueurs ne soit incité à essayer une autre stratégie. 